# Le Masque
Le Masque sono un gruppo musicale italiano formatosi nel 1978 a Milano, da un'idea di Edgardo Moia Cellerino (cantante, chitarrista e autore di tutti i testi) e Tiberio Boncristiano (percussioni).
Il nome del gruppo è ricavato da un poema da Les fleurs du mal di Baudelaire..

## Storia del gruppo
Nati nel 1978, influenzati dal post-punk e dalla darkwave, realizzano dapprima due demo autoprodotti intitolati Macria e Trouvailles pour comediens, e nel 1984 l'EP d'esordio The Happy Flock (Mask).
Con il disco successivo, l'EP Colloquio, il gruppo abbandona l'inglese per l'italiano ed i toni si fanno più crepuscolari. Nel 1990 esordiscono con l'album Il Signor Gustavo Conoscenza per la EMI e vengono invitati al Premio Tenco, lavoro che li fa accostare ai Tuxedomoon. Nel 1991 esce il secondo album La memoria di Venere e, due anni dopo, Le Masque, più sperimentale e che diede loro un buon successo in Grecia.
Nel 1998 pubblicano Dal diario di un soffiatore di vetro, composto da loro brani inediti scritti nel decennio precedente, tra cui La lunga notte di Gianni, dedicata allo stilista Gianni Versace.
Pubblicano con la Snowdonia dischi, nel corso del 2003, il disco Gli anni di Globiana, sorta di radiodramma con canzoni profondamente influenzate dalla miglior tradizione cantautoriale francese e italiana, nel quale Edgardo Moia Cellerino rivela il suo profondo interesse per l'universo femminile e l'opera letteraria di maestri quali Dino Buzzati e Guido Gozzano. Le ossessioni letterarie di Cellerino si concretizzeranno nell'uscita del suo primo romanzo, Adria.
Ripubblicano nel 2008 l'album Colloquio, che oltre alle registrazioni della prima edizione in vinile del 1986, è arricchito di alcuni brani eseguiti dal vivo durante la loro performance alla XVI edizione del Premio Tenco.
Pubblicano la raccolta Spunti per commedianti contenente alcuni demo ed il primo EP.
Nel 2012 esce un nuovo album Le rose e i gerani.
Nel 2015 Oltrelanebbiailmare pubblica Si costeggia la terra, nel quale la band rielabora in chiave acustica alcune canzoni già edite in passato.
Oltre al romanzo Adria, Edgardo Moia Cellerino ha pubblicato gli album solisti L'amore che gira il mondo e L'impazienza di restare.

### Formazione attuale
- Edgardo Moia Cellerino - chitarra e voce (1978-presente)
- Tiberio Boncristiano - batteria (1978-presente)
- Ausonio Calò - sassofono e clarinetto (1989-presente)

### Ex componenti
- Roberto Galli - chitarra e tastiere (1978-1981)
- Giovanni Merlo - basso (1978-1981)
- Salvatore Leonardi - basso (1978-1982)
- Cesare Tondelli - basso (1981-1983)
- Gabriele Kraus - chitarra (1981-1982)
- Marco Magistrali - pianoforte e tastiere (1983-1984)
- Riccardo Caccia - violino e tastiere (1985-1987)
- Giampaolo Abbondio - pianoforte e tastiere (1985-1986)
- Luigi Vigentini - basso (1985-2012)
- Carlo Buongiovanni - pianoforte e tastiere (1989-2012)

## Discografia

### Album studio
- 1986 - Colloquio (EP, riedito con inediti nel 2008)
- 1990 - Il signor Gustavo Coscienza
- 1991 - La memoria di Venere
- 1995 - Le Masque
- 1999 - Sai
- 2003 - Gli anni di Globiana
- 2011 - Fu languore
- 2012 - Le rose e i gerani
- 2015 - Si costeggia la terra

### EP
- 1984 - The Happy Flock
- 1997 - Dandies

### Raccolte
- 1998 - Dal diario di un soffiatore di vetro
- 2011 - Spunti per commedianti

### Edgardo Moia Cellerino
- 2009 - L'amore che gira il mondo
- 2016 - L'impazienza di restare